# Petite Beune
Cet article possède un paronyme, voir Beune.
 (juin 2014).
La Petite Beune est une rivière française, affluent rive gauche de la Beune et sous-affluent de la Dordogne par la Vézère.

## Géographie
Elle prend sa source sur la commune de Marquay et rejoint la Beune au nord-est des Eyzies.